# Викенд (филм из 2011)
Викенд је британски филм из 2011. године. Режирао га је Ендру Хејг. Главне улоге тумаче Том Кален и Крис Њу. 

## Радња
Након кућне пијанке са својим стрејт пријатељима, Расел (Том Кален) одлази у геј клуб. Пред само затварање клуба, смува се са Гленом (Крис Њу). Оно што је очекивано да буде секс на једно вече, претвара се у нешто више, нешто посебно. 

## Улоге
- Том Кален - Расел
- Крис Њу - Глен
- Џонатан Рејс - Џејми
- Лора Фримен - Џил
- Лорето Мари - Кети
- Џонатан Рајт - Џони
- Сара Чарм - Хелен